# 양평 지평리 삼층석탑
양평 지평리 삼층석탑(楊平 砥平理 三層石塔)은 대한민국 경기도 양평군, 지평초등학교 내에 있는 삼층석탑이다. 2002년 4월 8일 경기도 유형문화재 제180호로 지정되었다.

## 개요
양평 지평리 삼층석탑은 부분적으로 소실되어 원형의 모습은 아니나, 1층 탑신에 사방불이 정교하게 새겨져 있는 것이 통일신라시대 석탑의 영향을 받아 고려전기에 제작된 것으로, 현재 탑신에 새겨진 사방불로는 도내에서 유일한 것으로 중요한 문화재이다.

## 같이 보기
- 지평초등학교

## 참고 자료
- 양평 지평리 삼층석탑 - 국가유산청 국가유산포털